# The Alleviation
The Alleviation ist das Debütalbum der norwegischen Extreme-Metal-Band Sworn. Es wurde am 20. Juli 2007 über das deutsche Label Twilight Vertrieb veröffentlicht.

## Entstehungsgeschichte
Der Songwriting-Prozess zu The Alleviation dauerte insgesamt rund zwei Jahre. Die ersten drei fertiggestellten Lieder Skyggens Ankomst (umbenannt in Alleviation), Heart of Decay und The Beauty of my Funeral wurden teilweise schon 2004 geschrieben, also noch vor der offiziellen Gründung der Band. Erstmals veröffentlicht wurden sie auf dem Demo Night Supremacy. Für The Alleviation wurden sie neu aufgenommen. Bis Sommer 2006 wurden die übrigen vier Lieder komponiert und fertig geschrieben.
Das Album wurde im September 2006 im Bergener Conclave Media Studio aufgenommen und produziert, in welchem auch bereits Bands wie Helheim und Taake diverse Alben aufgenommen haben. Noch vor Abschluss der Aufnahmen verließ der damalige Sänger Roland "Røst" Røtne Mitte September 2006 die Band. Ersatz für Røtne fand man mit dem ehemaligen Gastsänger Lars Jensen, der bereits auf dem Demo gesungen hatte. Die Gesangsparts wurden von ihm in seinem eigenen Homestudio, dem Koia-Studio aufgenommen. Die Produktion übernahm die Band in Zusammenarbeit mit Bjørnar Erevik Nilsen, der auch bereits mit In Flames, Dimmu Borgir, Within Temptation und anderen bekannten Metalbands zusammengearbeitet hatte. Das abschließende Mastering wurde vom deutschen Tontechniker und Gitarristen der Band Hel, Markus Skroch, übernommen.
Im März 2007 unterzeichnete Sworn einen Plattenvertrag mit dem deutschen Twilight Vertrieb und veröffentlichte The Allevitation am 20. Juli. Durch das Album wurde Torsten Kühn, seinerseits Geschäftsführer von der deutsch Showbiz-Management & Booking Agency Agentur, auf die Band aufmerksam, und verhalf ihnen insbesondere in Deutschland zu zahlreichen Konzerten und einem relativ hohen Bekanntheitsgrad.

## Titelliste
Alle Lieder wurden von Christoffer Kjørsvik komponiert, alle Texte von Tom Ian Rogne Klungland geschrieben.
| # | Titel                         | Länge |
| - | ----------------------------- | ----- |
| 1 | Alleviation                   | 04:57 |
| 2 | Heart of Decay                | 03:58 |
| 3 | Silhouettes of a broken world | 05:10 |
| 4 | Derived                       | 01:12 |
| 5 | Crow of Passage               | 04:20 |
| 6 | Vivid Visions                 | 07:23 |
| 7 | The Beauty of my Funeral      | 07:02 |

## Stil

### Musik
Wie die Band selbst auch ihren Musikstil als Melodic Extreme Metal beschreibt, kann man die Musik von The Alleviation als eine Mischung diverser harter Metalspielarten, bzw. als Extreme Metal bezeichnen.
Insbesondere basieren die Kompositionen auf dem Black Metal der 1990er Jahre, dazu kommen noch Elemente des Thrash und Heavy Metals. Gelegentlich finden sich auch Anklänge von Power und Viking Metal, so dass die Musik sich auch als Melodic Black Metal beschreiben lässt. Verglichen wird die Musik seitens der Fachpresse mit Bands wie Windir, Naglfar und I.
Dominierend bei allen Liedern sind Passagen in mittlerem Tempo. Die meisten Stücke weisen Spielzeiten um die fünf bis acht Minuten auf.
Der Gesang von Lars Jensen ist für den Black Metal genretypisches Screaming, wobei gelegentlich auch als Stilmittel tiefere Growls verwendet werden. Klarer Gesang kommt nicht vor.
Das Schlagzeugspiel Klunglands ist stark Black-Metal-geprägt. So werden viele Blastbeats und schnelle Doublebassläufe verwendet, aber auch andere Techniken wie Variationen des Grundbeats, darauf aufbauende tragende Rhythmen sowie zahlreiche Fill-ins prägen seine Spielweise. Der Autor "Bluttaufe" von schwermetall.ch lobt vor allem die "computergleiche" Präzision des Schlagzeugers. Das musikalische Vermögen Klunglands zeigt sich zudem durch die gekonnten Wechsel zwischen langsameren und schnelleren Tempi.
Die meist komplexen Gitarrenfiguren zeichnen sich insbesondere durch ihre treibenden Rhythmen, abrupte Tempowechsel und eingängige Melodien aus. Ebenfalls charakteristisch sind die gelungenen Harmonien bei mehrstimmigen Melodien und diverse technische Raffinessen. Gitarrensolos sind nicht essentiell für Kompositionen Sworns und werden nur gelegentlich eingebracht, wie in Heart of Decay oder Vivid Visions. Stilistisch ähneln diese Solos, mit Spieltechniken wie dem Sweep Picking, denen von Progressive-Metal- oder NWoBHM-Bands. Der Bass hat überwiegend nur begleitende Funktion.

### Texte
Bei Derived handelt es sich um ein Instrumentalstück; die Texte zu den übrigen Liedern handeln von Dunkelheit, Verzweiflung, Schmerz, Leiden und Tod, Verrücktheit, Geisteskrankheit und Wahnsinn. Texter und Schlagzeuger Tom Ian Rogne Klungland wird nach eigenen Aussagen zu den Liedtexten insbesondere von "tiefe[n] menschliche[n] Emotionen und [dem] Fortschritt des Bösen" inspiriert. Religiöse oder politische Themen werden nicht behandelt. Alle Liedtexte sind auf Englisch verfasst.

## Kritik
Das Album wurde nahezu ausnahmslos seitens der Fachpresse gelobt und erhielt bei mehreren Reviews die Höchstpunktzahl, oder zumindest eine sehr gute Bewertung.
Besonders hervorgehoben wurden bei vielen Rezensionen die teils ausgesprochen gut durchdachten Kompositionen. Lediglich die mit nur 34 Minuten vergleichsweise sehr kurze Spielzeit wurde oftmals bemängelt.
Michael "Hannes" Schindler vom Webzine heavyhardes.de vergab fünf von sechs Punkten und äußerte sich zum Album wie folgt:

„Wunderschöne Melodien entfalten sich vor einem, stimmen melancholisch und […] ziehen mich in ihren Bann. Das ganze Album ist eine locker-leichte Angelegenheit, die aber immer ernsthaft und nie nichts sagend wirkt. […] Der Band [ist] mit The Alleviation ein wunderschönes Album gelungen, das jeden Fan des melodischen Schwarzmetals in Verzückung versetzen dürfte.“

8,5 von zehn Punkten erhält The Allevitation von Kristina "Brösel" von metal-district.de. Über das Album schreibt sie:

„„The Alleviation“ macht einem den Mund ordentlich wässrig. Hammergeile Gitarrenriffs, treibende Rhythmen, wirklich gelungene Tempowechsel, eingängige Melodien, auf die man einfach seinen Kopf schütteln muss (Headbangen) […]. Da bleiben so gut wie keine Wünsche offen und ich weiß gar nicht wo ich anfangen soll zu loben. […] Hoffentlich kommt da bald was nach. Und zwar SCHNELL!“

Ricarda Schwoebel von powermetal.de kommt bei ihrer Rezension zu folgendem Fazit:

„Sworn schaffen es, sich sogleich mit ihrem Debüt ihren Platz in der eigentlich überfüllten Black-Metal-Welt zu sichern. "The Alleviation" macht Spaß von Anfang bis Ende, und es gibt eigentlich nur zu bemängeln, dass die Spielzeit von nicht einmal 40 Minuten echt mickrig ist. […] Aber immerhin bekommt man hier sieben Qualitäts-Stücke, die jedes Black-Metal-Herz und vor allem das eines WINDIR-Fans höher schlagen lassen.“

Eine Wertung wird nicht gegeben.
Dass das Album auch international Anklang fand, zeigt sich am Review von Lars Christiansen, der für das kanadische Webzine metalcrypt.com folgendes zu The Allevitation schrieb, und 4,5 von fünf Punkten vergab:

“It's needless to say; if you're a fan of this style of music [Melodic Black Metal] you'll be sure to find a worthy album in this release. It's certainly had a great length of time glued to my CD player, something which is becoming more and more of a rarity these days for a debut release from a melodic black/death band.”

„Es ist überflüssig das zu sagen; sofern man ein Melodic-Black-Metal-Fan ist, stellt dieses Album definitif eine klasse Veröffentlichung dar. Ich hatte es eine ziemlich lange Zeit mir immer wieder angehört, was heutzutage zunehmend seltener bei einem Debütalbum einer Melodic-Black-/Death-Metal-Band vorkommt.“